# Hymenodictyon timoranum
Hymenodictyon timoranum är en måreväxtart som först beskrevs av Johan Baptist Spanoghe, och fick sitt nu gällande namn av Friedrich Anton Wilhelm Miquel. Hymenodictyon timoranum ingår i släktet Hymenodictyon och familjen måreväxter. Inga underarter finns listade i Catalogue of Life.